# Elassona
Elassona (griego: Ελασσόνα) es un municipio de la República Helénica perteneciente a la unidad periférica de Larisa de la periferia de Tesalia.
El municipio se formó en 2011 mediante la fusión de los antiguos municipios de Antichasia, Elassona, Karyá, Livadi, Ólympos, Potamiá, Sarantáporo, Tsaritsani y Verdikoussa, que pasaron a ser unidades municipales. El municipio tiene un área de 1565,2 km², de los cuales 291,1 pertenecen a la unidad municipal de Elassona.
En 2011 el municipio tenía 32 121 habitantes, de los cuales 11 044 vivían en la unidad municipal de Elassona.
La localidad se ubica unos 30 km al noroeste de Larisa, sobre la carretera E65 que lleva a Kozani.

## Historia
Población de la Grecia otomana, fue la única parte de Tesalia que no se anexó a Grecia en 1881, siendo tomada en 1912 con la victoria del ejército griego en la batalla de Sarantaporo.